# پاضربدری
پاضربدری، پای ضربدری یا ژنووالگوم (به انگلیسی: Genu Valgum) همانند پای پرانتزی یک تغییر شکل یا دفورمیتی در مفصل زانو است. در یک فرد طبیعی در حالت ایستاده زمانی که بین زانوها فاصله‌ای وجود نداشته باشد، قوزک‌های مچ پا نیز هیچ گونه فاصله ای ندارند. اگر با کنار هم بودن زانوها، بین مچ پاها یا قوزک‌ها فاصله ایجاد شود، پای ضربدری گویند. نکته مهم در حالت پای ضربدری این است که انحراف ساق پا نسبت به وضعیت طبیعی به سمت بیرون افزایش می‌یابد.

## علل پای ضربدری
عواملی که باعث پای ضربدری یا ژنووالگوم می‌گردند عبارتنداز:
- عدم هماهنگی در صفحه رشد (در کودکان)
- بیماری‌های که باعث کاهش ماده معدنی استخوان می‌شوند (مثلاً بیماری راشیتیسم)
- به دنبال ضربات وارده (به ویژه به صفحه رشد)
- آرتروز (استئوآرتریت)
- پارگی رباطهای زانو
- آرتریت روماتویید
- شکستگی‌های انتهایی استخوان ران که بد جوش خورده‌اند.
- شکستگی قسمت فوقانی استخوان درشت نی (به علت بد جوش خوردن)

## پای ضربدری در کودکان بیشتر از دو سال
پای ضربدری خوش‌خیم در کودکان در سنین سه تا پنج‌سالگی شایع است. پای ضربدری (والگوس زانو) در این کودکان غالباً با کف پای صاف همراه است و می‌توان این حالت را با کفش طبی اصلاح کرد، در اکثر موارد این تغییر شکل تا شش‌سالگی اصلاح می‌گردد. البته بهتر است که یک بررسی از جهت اینکه بیماری خاصی وجود ندارد به عمل آید.

## درجه پای ضربدری
- خفیف
- متوسط
- شدید

## درمان
- تجویز کفش طبی برای کودکان (در موارد خفیف)
- تجویز کفش طبی و بریس برای کودکان (در موارد شدیدتر نسبت به بالا)
- انجام ورزشهایی با عنوان حرکات اصلاحی جهت رفع عارضه بدون مداخلات درمانی تهاجمی- تنها با تقویت عضلات نیم غشایی و نیم وتری و کشش عضلات دو سر رانی
- انجام جراحی. در کودکان در موارد شدید پای ضربدری و زمانیکه روش‌های فوق پاسخ ندهد معمولاً جراحی انجام می‌شود. پس از بسته شدن صفحه رشد به خصوص در موارد شدید در بزرگسالان معمولاً جراحی انجام می‌گیرد (مثلاً استئوتومی)

کم کردن وزن به خاطر خم نشدن بیشتر ساق پاها